# Ассонанс
Ассонанс (фр. assonance, от лат. assono — звучу в лад) — приём звуковой организации текста, особенно стихотворного: повторение гласных звуков — в отличие от аллитерации (повтора согласных).
У наших ушки на макушке!

Чуть утро осветило пушки

И леса синие верхушки —

Французы тут как тут.
Михаил Лермонтов
Рокот веков

Топот подков
Марина Цветаева
По небу голубому

Проехал грохот грома.
Самуил Маршак
(здесь ассонанс и аллитерация использованы вместе)
Как отмечал Я. Зунделович, ассонанс, как и аллитерация, не только служит целям самоценной выразительности поэтического текста, но и «выдвигает и объединяет отдельные слова или их группы».
Разновидностью ассонанса в некоторых источниках считают ассонансную рифму, в которой созвучны только гласные, но не согласные. Именно как разновидность рифмы определялся ассонанс, в частности, Энциклопедическим словарём Брокгауза и Ефрона, отмечавшим по состоянию на конец XIX века, что
особенно часто прибегают к ассонансу испанские и португальские поэты. Немецкие — лишь при переводах и подражаниях этим поэтам, и лишь немногие в оригинальных произведениях, например Шлегель в своем «Аларкосе». В народной поэзии славян с появления рифмы ассонанс часто встречается, но обыкновенно уже рядом с созвучием согласных в двух соседних строках стиха, таким образом является полная более или менее выработанная рифма, то есть созвучие гласных и согласных.